# Гашаміє
Гашаміє (перс. حشاميه  /يشاويه /) — село в Ірані, у дегестані Рудшур, у Центральному бахші, шахрестані Зарандіє остану Марказі. За даними перепису 2006 року, його населення становило 0 осіб, що проживали у складі 0 сімей.